# Muddy (Montana)
Muddy, szejeń. Heóvonėheo'hé'e – jednostka osadnicza w Stanach Zjednoczonych, w stanie Montana, w hrabstwie Big Horn.